# Ward Hunt

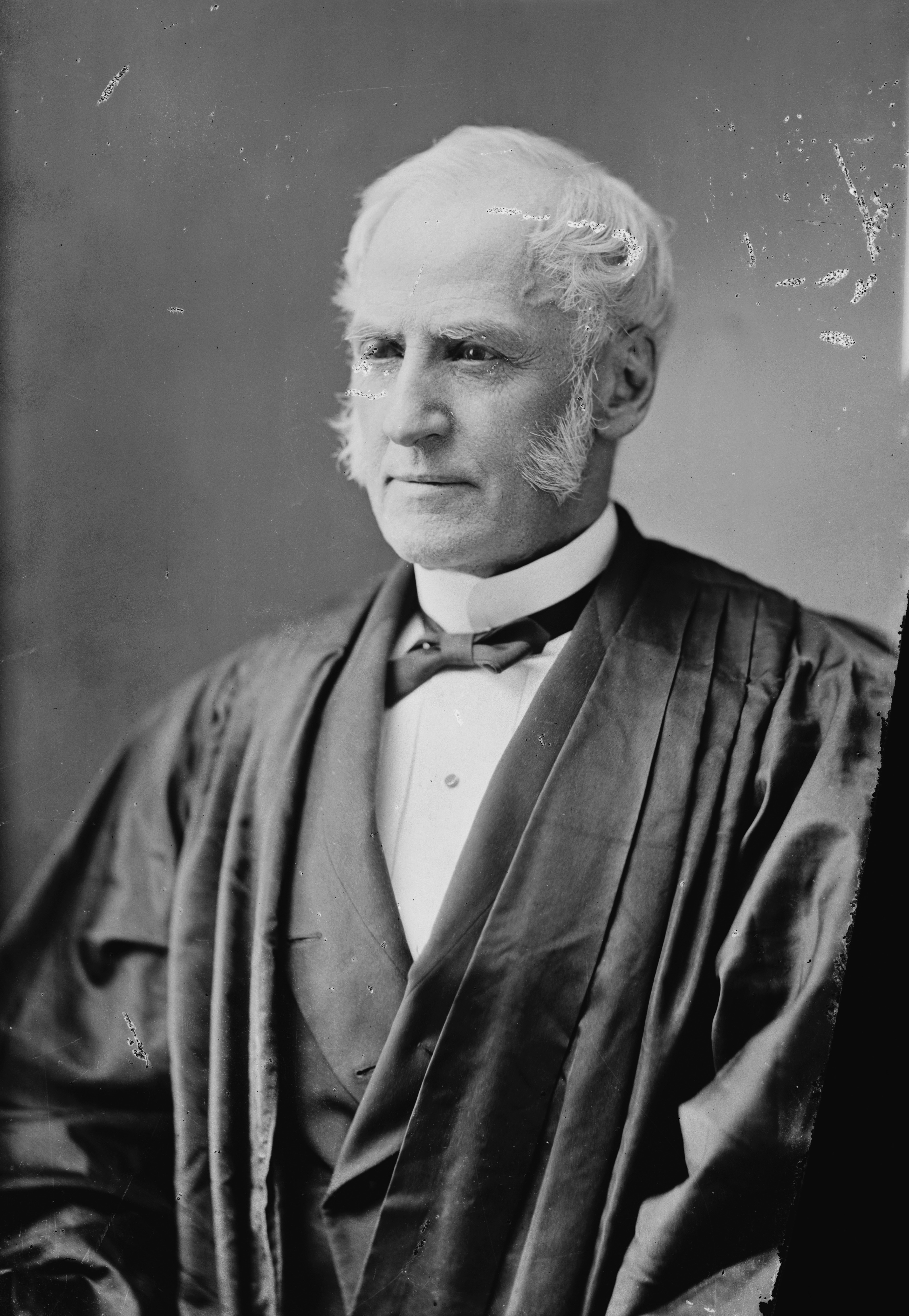
Ward Hunt

Ward Hunt (* 14. Juni 1810 in Utica, New York; † 24. März 1886 in Washington, D.C.) war ein US-amerikanischer Jurist und Politiker der Demokratischen Partei, der auch Richter am Obersten Gerichtshof der USA (US Supreme Court) war.

## Leben
Nach dem Schulbesuch studierte Hunt, der ein Klassenkamerad des späteren Gouverneurs von New York Horatio Seymour war, zuerst am Hamilton College und dann am Union College, das er 1828 abschloss. Danach studierte er Rechtswissenschaften an der Litchfield Law School und erhielt 1831 die anwaltliche Zulassung im Bundesstaat New York. Danach gründete er als Partner mit seinem Studienfreund sowie späteren zweimaligen Präsidenten des New York Court of Appeals, Hiram Denio, die Anwaltskanzlei Denio & Hunt und war anschließend als Rechtsanwalt tätig.
Einige Jahre darauf begann wer seine politische Laufbahn und wurde 1838 für die Demokratische Partei zum Mitglied der New York State Assembly gewählt. 1844 war er Bürgermeister seiner Geburtsstadt Utica. Nachdem er 1848 von der Demokratischen Partei zur Free Soil Party gewechselt war, wurde er schließlich 1856 Mitglied der Republikanischen Partei.
1865 wurde er selbst Richter am New York Court of Appeals und war schließlich von 1868 bis 1869 dessen Präsident (Chief Judge).
Am 9. Januar 1873 wurde Hunt von US-Präsident Ulysses S. Grant zum Beigeordneten Richter am Obersten Gerichtshof der USA (US Supreme Court) und war dort Nachfolger von Samuel Nelson. Das Amt des Associate Judge bekleidete Hunt, der seit 1878 durch einen Schlaganfall gelähmt war, bis zum 27. Januar 1882.
1873 führte er den Vorsitz in dem Verfahren United States v. Susan B. Anthony. In dem Verfahren gegen Susan B. Anthony ging es darum, dass diese als erste Frau bei einer Präsidentschaftswahl in den Vereinigten Staaten als Wählerin registriert wurde und ihre Stimme bei der Wahl von 1872 abgab. Sie wurde deswegen im Juni 1873 wegen unrechtmäßiger Wahlbeeinflussung in einem Aufsehen erregenden Prozess verurteilt. Während seiner Zugehörigkeit zum US Supreme Court wirkte er unter anderem im März 1880 an der Entscheidung zum Verfahren Strauder v. West Virginia mit, nach der der generelle Ausschluss von Schwarzen von Geschworenengerichten verfassungswidrig ist, weil dies gegen den 14. Zusatzartikel zur Verfassung der USA verstößt.
Nach seinem Ausscheiden aus dem Richteramt wurde er durch Samuel Blatchford abgelöst und nach seinem Tode auf dem Forest Hill Cemetery in Utica bestattet.

## Veröffentlichungen
- Case of Susan B. Anthony, 1873